# Gould (Oklahoma)
Gould es un pueblo ubicado en el condado de Harmon en el estado estadounidense de Oklahoma. En el año 2010 tenía una población de 141 habitantes y una densidad poblacional de 156,67 personas por km².

## Geografía
Gould se encuentra ubicado en las coordenadas 34°40′9″N 99°46′23″O / 34.66917, -99.77306 (34.669170, -99.773051).

## Demografía
Según la Oficina del Censo en 2000 los ingresos medios por hogar en la localidad eran de $25,250 y los ingresos medios por familia eran $28,750. Los hombres tenían unos ingresos medios de $20,417 frente a los $15,000 para las mujeres. La renta per cápita para la localidad era de $12,128. Alrededor del 19.1% de la población estaban por debajo del umbral de pobreza.